# 長谷川眞優
長谷川 眞優（はせがわ まゆ、1991年2月28日 - ）は、東京都出身の元女優、元タレント。活動時はサンミュージックブレーンに所属していた。
身長171cm。血液型B型。
2019年4月30日に自身のInstagramとツイッターで芸能界からの引退を発表した。引退後の同年7月10日、『ウルトラマンジード』で共演したアクション俳優・スーツアクターの岩田栄慶との結婚を発表した。
2020年夏、第1子となる長女を出産。

## 出演

### テレビ番組
- オモクリ監督 〜O-Creator's TV show〜（2015年、フジテレビ）
- 深夜喫茶スジガネーゼ 〜夜のスジガネスタジオ〜（2015年、フジテレビ）
- めちゃ×2イケてるッ!（2015年、フジテレビ）
- 世界の超! 絶景ハウス5 なぜ!! そこに住んでるの!?（2015年、テレビ東京）
- シャキーン! 忘れてください2（2016年、NHK Eテレ）
  - ゆうやけシャキーン! 忘れてください2（2016年、NHK Eテレ）
- NHK高校講座 化学基礎（2016年、NHK Eテレ） - ローザ 役[7]
- ZIP!（2016年 - 2018年、日本テレビ） - 流行ニュース Boomers→HATE-NAVI担当
- 平岸我楽多団 ショートドラマ「触れると、ほどける」（2016年、北海道テレビ）
- 痛快TV スカッとジャパン（2016年、フジテレビ）

### テレビドラマ
- 大河ドラマ（NHK）
  - 八重の桜 第33 - 44話（2013年） - 生徒 役
  - 軍師官兵衛 第37話（2014年） - 秀吉の側室 役
- マジすか学園4 第8話（2015年、日本テレビ） - 丸垂総長 役
- 相棒 Season14 第3話「死に神」（2015年10月28日、テレビ朝日） - 福本早紀 役
- 世界一難しい恋 第1話（2016年、日本テレビ）
- とと姉ちゃん 第8 - 11週（2016年、NHK） - タイピスト 役
- ウルトラマンジード（2017年、テレビ東京） - 愛崎モア 役
- 仮面ライダーセイバー 第16章（2020年12月27日、テレビ朝日） - ワンダーワールドを見る夫婦 役[注 1][8]

### 配信ドラマ
- 忍者戦隊カクレンジャー 第三部・中年奮闘編（2024年8月4日、東映特撮ファンクラブ） - 吾郎の母 役

### 映画
- リンキング・ラブ（2017年） - 西野マリ 役
- 劇場版 ウルトラマンジード つなぐぜ! 願い!!（2018年） - 愛崎モア 役[9]

### 舞台
- くろいぬケンネルvol.4「愛しちゃってごめんなさい」（2014年）

### CM
- 小林製薬 ブレスケア（2015年）
- トヨタホーム（2015年）
- 日本コカ・コーラ スプライト（2015年）
- ユニリーバ・ジャパン CLEAR クリア スカルプ&ヘア スパークリング エステ（2015年）
- 日本マクドナルド サマービバレッジ マックシェイク ヨーグルト味（2015年）
- 花王 ビオレu（2015年）
- ソフトバンク ディズニースタイル（2016年）
- 花王 ロリエスリムガード（2016年）

### ラジオ
- FMシアター 産後途中下車（2014年、NHK-FM放送）
- KIKI-TABI〜2 Thousand Miles〜（2016年、JFM） - 旅人

### DVD
- 防衛省・自衛隊 平成27年防衛省記録（2016年）

### VP
- NTT内研修会「セクハラ・パワハラ・コミュニケーション力」（2013年 - 2014年） - OL 役

### Web
- GLAY DEATHTOPIA特別映像（2016年）

### スチール
- 京のいろどり きものカレンダー（2012年）

### イベント
- 東京きものの女王決定（2010年）
- スーパークールビズ2011（2011年）
- やかた船きものファッションショー（2012年）
- 新春着物コレクション（2013年）
- イ・ソユン韓国展 パフォーマンスファッションショーin韓国大使館（2013年）
- 着物アルチザン京都ファッションショー（2014年）
- モリトシオ祭り第4弾 春だ! トシオだ!!お祭りなのよ〜♥トリプルフォー!!（2015年）

### その他
- 東京きものの女王（2011年） - イメージガール
- きものクイーンコンテスト（2012年） - イメージガール